# 北斗星君
北斗星君（ほくとせいくん）は、中国神話において、北斗七星が道教思想によって神格化されたもの。「死」を司っており、死んだ人間の生前の行いを調べて、地獄での行き先を決定するという、日本でいうところの閻魔のような役目を持つ。南斗星君と対を成す存在。
南斗星君と対を成す存在で、南斗星君が温和な性格なのに対し、北斗星君は厳格な性格をしているという。
また、北斗星君は人の寿命を記した巻物を持っているとされ、そこに記された数字を増やしてもらえれば寿命が延びるとされている。
一説によると、その姿は氷のように透き通った衣に身を包む醜い老人とされる（南斗星君の容姿は諸説あるが、北斗星君は醜い老人ということでほぼ統一されている）。
黒仙人と呼称される場合もある（偕成社 星と伝説 より）。